# Мария аль-Кибтия

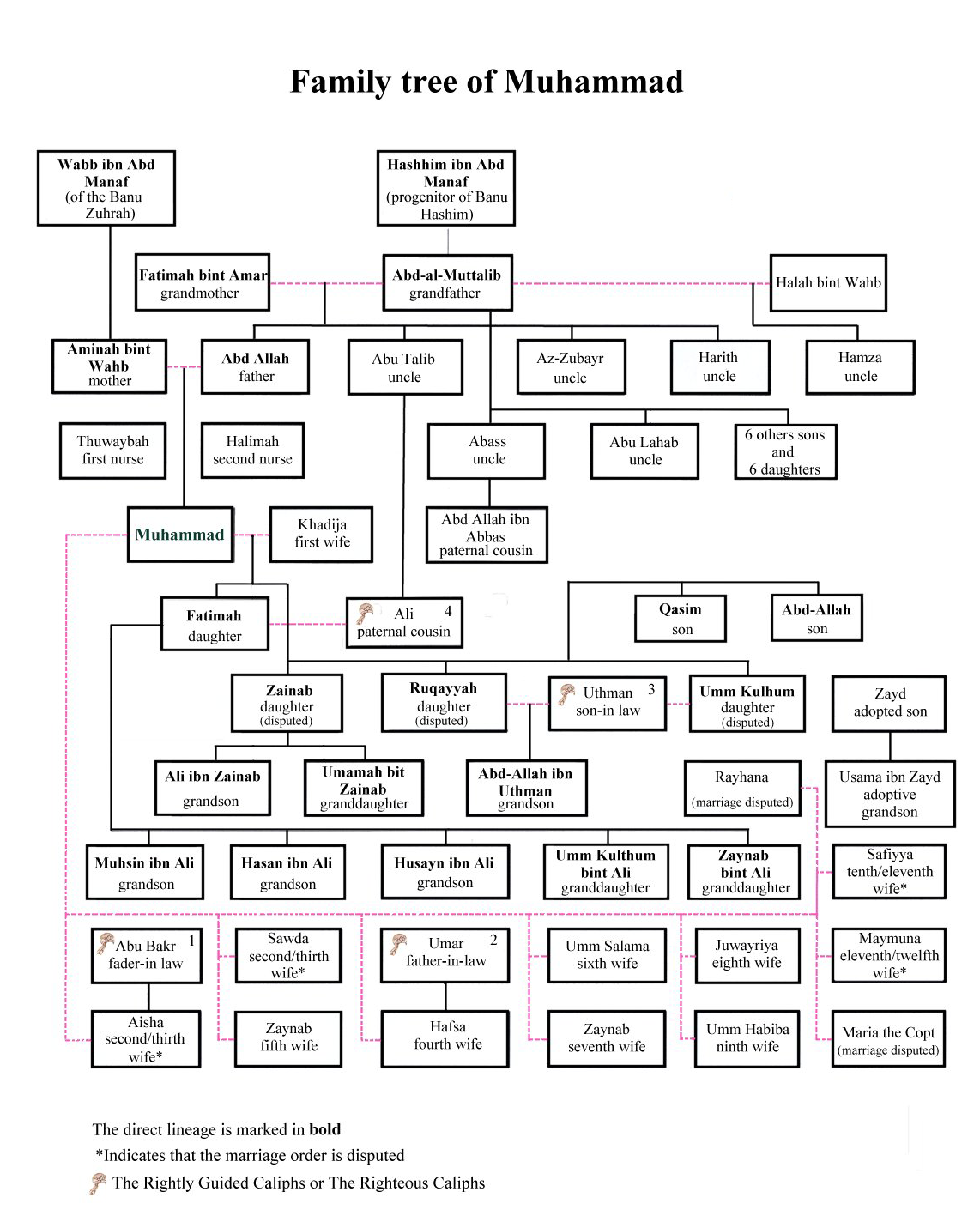
Уммахат аль-Моеменин

Мари́я бинт Шам’ун аль-Кибти́я (араб. مارية بنت شمعون القبطية‎; ?, Египет — 637, Медина) — жена исламского пророка Мухаммеда, которая вместе со своей сестрой была подарена ему в качестве наложницы правителем Египта Мукаукисом в 628 году. Она не упоминается в списках жён у таких биографов пророка Мухаммеда как Ибн Хишам и Ибн Исхак. Многие источники считают, что она была всего лишь наложницей. Мария родила пророку Мухаммеду сына Ибрахима, который умер в младенчестве. Мария умерла спустя пять лет после смерти пророка Мухаммеда.

## Биография
Отца Марии звали Шам’ун, он был одним из авторитетных коптских христиан. Мать имела римское происхождение. В 6 году хиджры (627—628 г.) пророк Мухаммад отправил письма ближневосточным правителям, в котором он известил их о появлении новой веры и пригласил присоединиться к нему. К правителю Египта Мукаукису письмо доставил Хатиб ибн Абу Балта. В ответ на письмо Мукаукис отправил подарки, в числе которых были две рабыни (Мария и Сирин), раб по имени Мабур, тысячи мискалей золота, двадцать атласных одежд, мул по кличке «Дальдаль» и осёл по кличке «Яфур». По дороге в Медину Хатиб ибн Абу Балта разговорился с рабами. Обе девушки приняли ислам и вошли в Медину будучи верующими мусульманками.
Прибыв в Медину, Хатиб передал послание и подарки пророку Мухаммеду и тот с почётом принял их. Марию поселили в окрестностях Медины в местности под названием «аль-Алия» (ныне аль-Авали). Сестра Марии Сирин была выдана замуж за Хассана ибн Сабита, который был известен как поэт ансаров. Сирин и Хасан прожили счастливую жизнь и у них родился сын Абдуррахман ибн Хасан, который продолжил поэтический путь своего отца.
Мария аль-Кибтия умерла в 637 году из-за постигшей её тяжёлой болезни. Халиф Умар и другие и жители Медины совершили над ней погребальную молитву и похоронили на кладбище «Аль-Баки».

## Сын
В конце 8 года хиджры Мария родила сына Ибрахима. Пророк Мухаммад обрадовался рождению сына, сильно привязался к нему и повсюду носил его на руках. В знак благодарности за рождение сына Мухаммад предоставил свободу Марии, сказав: «Её сын сделал её свободной».
Новое положение вызвало ревность остальных жён пророка Мухаммеда и привело к тому, что Хафса и Аиша замыслили против неё заговор. В результате заговора Мухаммед лишил себя супружеской нежности Марии, о чём был ниспослан аят:

О Пророк! Почему ты запрещаешь себе то, что позволил тебе Аллах, стремясь угодить своим женам? Аллах – Прощающий, Милосердный.
—  66:1 (Кулиев)
Однажды Мухаммад, любуясь сыном, сказал Аише: «Смотри, как похож [на меня]», на что она буркнула в ответ: «Не вижу сходства». Возможно, именно тогда возник слух, что евнух-египтянин, находящийся при Марии, не был кастратом. Расследование по этому делу было поручено Али ибн Абу Талибу. Однажды Аиша даже признавалась: «Ни одну из женщин я так не ревновала, как Марию, из-за того, что она была красива, с курчавыми волосами, и посланник Аллаха восхищался ею, и был дан ему от неё сын, а нам не было дано». Однако суннитские богословы причисляют данную историю к вымышленным.
Через 16 месяцев после рождения Ибрахим внезапно заболел и умер. Его похоронили на кладбище «Аль-Баки» после того как пророк Мухаммед совершил над ним погребальную молитву. В этот день произошло солнечное затмение и кто-то из сподвижников пророка Мухаммеда сказал: «Солнце затмилось из-за смерти Ибрахима». Но Мухаммед сказал: «Воистину, солнце и луна являются одними из знамений Аллаха. Они не затмеваются по причине смерти или жизни кого-нибудь из людей. Посему, когда вы увидите затмение, взывайте к Аллаху, возвеличивайте Его, совершайте намаз и давайте милостыню».